# Golden Feelings
Golden Feelings é o álbum de estreia do cantor Beck, lançado em 1993.

## Faixas
1. "The Fucked Up Blues" – 2:11
2. "Special People" – 1:42
3. "Magic Stationwagon" – 1:36
4. "No Money No Honey" – 2:35
5. "Trouble All My Days" – 2:07
6. "Bad Energy" – 1:39
7. "Schmoozer" – 2:38
8. "Heartland Feeling" – 7:11
9. "Super Golden Black Sunchild" – 2:11
10. "Soul Sucked Dry" – 1:49
11. "Feelings" – 1:35
12. "Gettin' Home" – 4:14
13. "Will I Be Ignored By the Lord" – 1:59
14. "Bogus Soul" – 1:15
15. "Totally Confused" – 2:00
16. "Mutherfukka" – 2:44
17. "People Gettin Busy" – 3:09